# Spectrométrie d'émission atomique de plasma induit par laser
La spectrométrie d'émission atomique de plasma induit par laser ou spectrométrie d'émission optique de plasma induit par laser (« laser-induced breakdown spectroscopy » ou LIBS), appartient à la famille des techniques de spectroscopie d'émission atomique.
Elle permet d’obtenir une analyse qualitative et quantitative de la composition chimique élémentaire d’un échantillon (solide, liquide, gaz, aérosols), ou de réaliser des mesures multi-élémentaires simultanées sur tout type de matériau. Cette technique repose sur l’interaction d’un laser pulsé avec le matériau à analyser, ce qui induit la vaporisation de la matière et la formation d’un plasma. L’analyse du spectre d’émission du rayonnement du plasma permet d’accéder à la composition atomique élémentaire de l’échantillon.
Cette technique a été développée dès l'invention du laser en 1960. C’est à ce moment que les premières expérimentations d'analyse d'échantillons sont effectuées. Les performances analytiques ne pouvant concurrencer, à l’époque, celles des techniques conventionnelles, la technique LIBS fut peu explorée jusqu’aux années 80. À cette époque, les premières applications ont été démontrées avec les travaux de D.A. Cremers et L.J. Radziemski à Los Almos National Laboratory pour la détection d’aérosols dans l’air contenant des éléments métalliques ou non métalliques. Les progrès techniques des lasers, des spectromètres et des détecteurs ont alors facilité le développement d’instruments LIBS qui sont apparus au milieu des années 80. Aujourd’hui la technique est amenée à répondre aux besoins de détection et d’analyses dans des domaines aussi variés que l’environnement, l’agroalimentaire, la protection du patrimoine, l’analyse biomédicale, la défense et la sécurité nationale, ou encore l’exploration spatiale.

## Historique
- Années 1960 : premières expérimentations d'analyse d'échantillons (solides ou gazeux). Le matériel disponible à l'époque ne permettant pas de concurrencer les autres méthodes, le procédé n'est pas développé.
- Années 1980 : Aux États-Unis, une équipe rénove la technique, par exemple pour analyser le chlore dans l'air[4] et provoque un regain d'intérêt, via de nombreuses publications suscitant ou laissant espérer de nouveaux usages[5],[6].
- 1988 : un prototype portable est construit pour détecter in situ des particules de béryllium dans l’air[7].
- Années 2000 : L'industrie et les ministères de la défense voient dans la LIBS un nouveau moyen d’identification (in situ et immédiat) de gaz chimiques et d'explosifs, voire d'agents biologiques (bactéries, virus)[8]. Les militaires ont de nombreux sites à évaluer et dépolluer ; l'armée américaine fait fabriquer un analyseur de plomb qui détecte moins de 20 ppm de plomb/kg de sol, et associe un LIBS à un pénétromètre qui lui permet de quantifier in situ les taux de plomb et de chrome au-delà de 100 ppm, à des profondeurs pouvant atteindre plusieurs dizaines de mètres. 
Certains besoins d'analyse médicale, toxicologiques, écotoxicologiques ou de sols pollués semblent aussi pouvoir être comblés par le développement de cette approche. 
L'industrie métallurgique utilise des LIBS intégrés dans une ligne de production pour contrôler en quasi-temps réel la teneur en certains métaux d'acier liquide[9] ou d'aluminium[10]. Des expérimentations touchent aussi l'industrie nucléaire[11], le secteur de la pharmacie (pour la détection du stéarate de magnésium[12] ou d'autres produits[13]), du recyclage et de la gestion déchets, dans le cadre du tri sélectif notamment[14].
En 2001, une équipe allemande[15] a eu l'idée d'associer la LIBS et la fluorescence induite par laser. Ceci permet l'analyse de très faibles doses (sub-ppm) de certains métaux dans le sol[16].

## Principes de base de la technique
L’analyse par LIBS repose sur l’interaction d’une impulsion laser de quelques nanosecondes (l’analyse est également possible avec des lasers picoseconde et femtoseconde) avec le matériau à analyser.

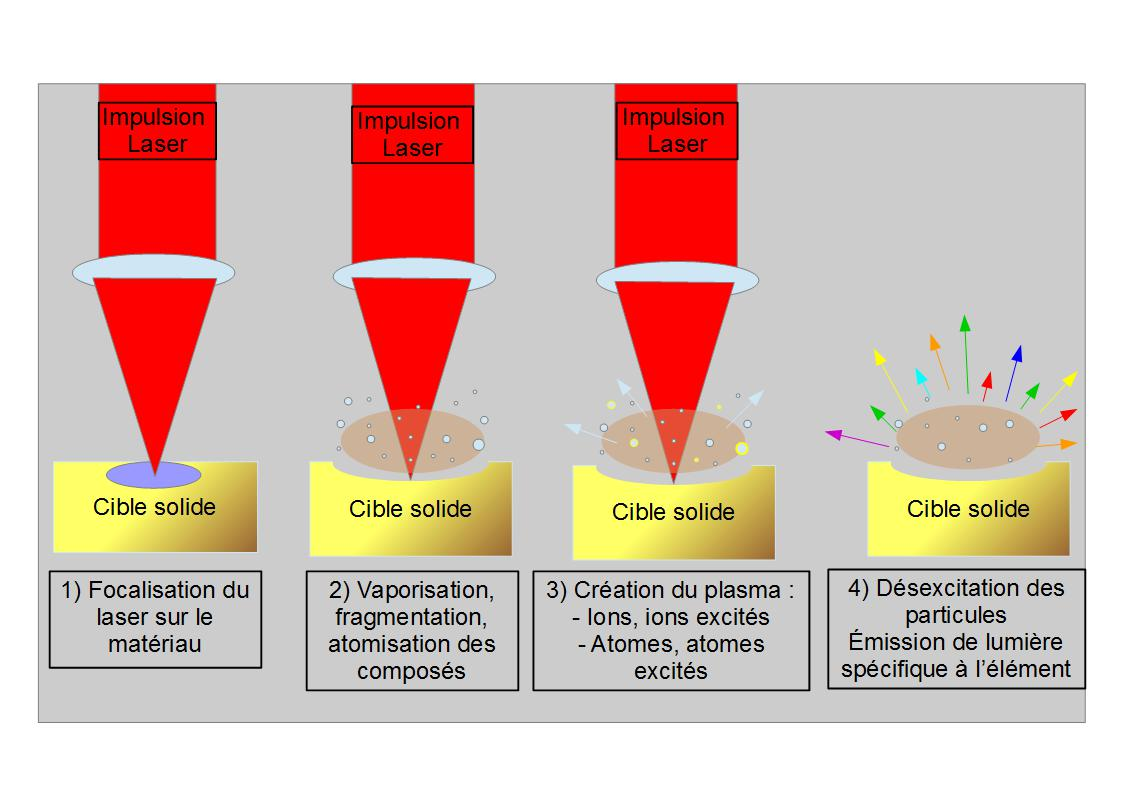
Figure 1 : Schéma de l'impact du laser sur la cible entraînant la création du plasma (Tiré de : Vincent Detalle, Quentin Glorieux, Romain Bruder, Daniel L’Hermite, Alexandre Semerok (2007) La spectroscopie d’émission optique sur plasma induit par laser (LIBS). L’actualité chimique, no 312-313, pages 98 – 104)

C’est l’énergie des photons du rayonnement laser (de l’ordre de quelques dizaines de millijoules) qui arrive sur la surface de cet échantillon qui provoque un brutal échauffement de la matière. (Figure 1 ; étape 1). En effet, cette focalisation fait monter la densité surfacique d'énergie à un niveau très élevé (comme lorsqu'on concentre la lumière du soleil en un point avec une loupe).
Lorsque l’énergie par unité de surface délivrée par le laser, aussi appelée fluence, est supérieure au seuil d’ablation du matériau, celui-ci est vaporisé au niveau du point d’impact (focal) du laser. (Figure 1 ; étape 2). La vapeur absorbe une partie du rayonnement laser. Elle s’échauffe et est en partie ionisée. La vaporisation entraine la formation d’un plasma contenant des électrons, des atomes et des ions dans un état excité, ainsi que l’éjection de la matière de la surface du matériau. (Figure 1 ; étape 3). Ce micro-plasma est formé presque immédiatement, c'est-à-dire alors que l’impulsion laser n'est pas terminée. Ainsi, la fin de l’impulsion permet de vaporiser les particules éjectées lors du processus d’ablation, mais aussi d’exciter optiquement les espèces atomiques et ioniques contenues dans le plasma créé lors de l’impulsion. Cela émet alors un rayonnement. (Figure 1 ; étape 4) La température de ce micro-plasma peut atteindre quelques dizaines de milliers de degrés Celsius.
Les atomes et les ions éjectés puis portés dans des niveaux d’énergie excités émettent, en se désexcitant, un spectre constitué de raies atomiques, dont la longueur d’onde permet d’identifier les éléments présents. Le spectre d’émission est identique à celui obtenu en spectrométrie d’émission atomique par plasma à couplage inductif ICP-AES.
Le rayonnement est collecté grâce à une fibre optique reliée à un spectromètre couplé à un détecteur. Ceux-ci permettent d’enregistrer des spectres de raies dans la gamme de longueur d’onde du proche ultraviolet (UV) au proche infrarouge (IR) en passant par le visible (200-800 nm).
En collectant le rayonnement issu du plasma est en analysant son spectre, il est possible d’identifier les éléments présents dans le plasma à partir des bases de données de raies d’émission. La position des raies renseigne sur les éléments présents dans l’échantillon et leur intensité est reliée à la concentration de celui-ci. Ainsi, si un étalonnage a été préalablement fait, la quantification de l’élément est possible.

## Matériel et montage

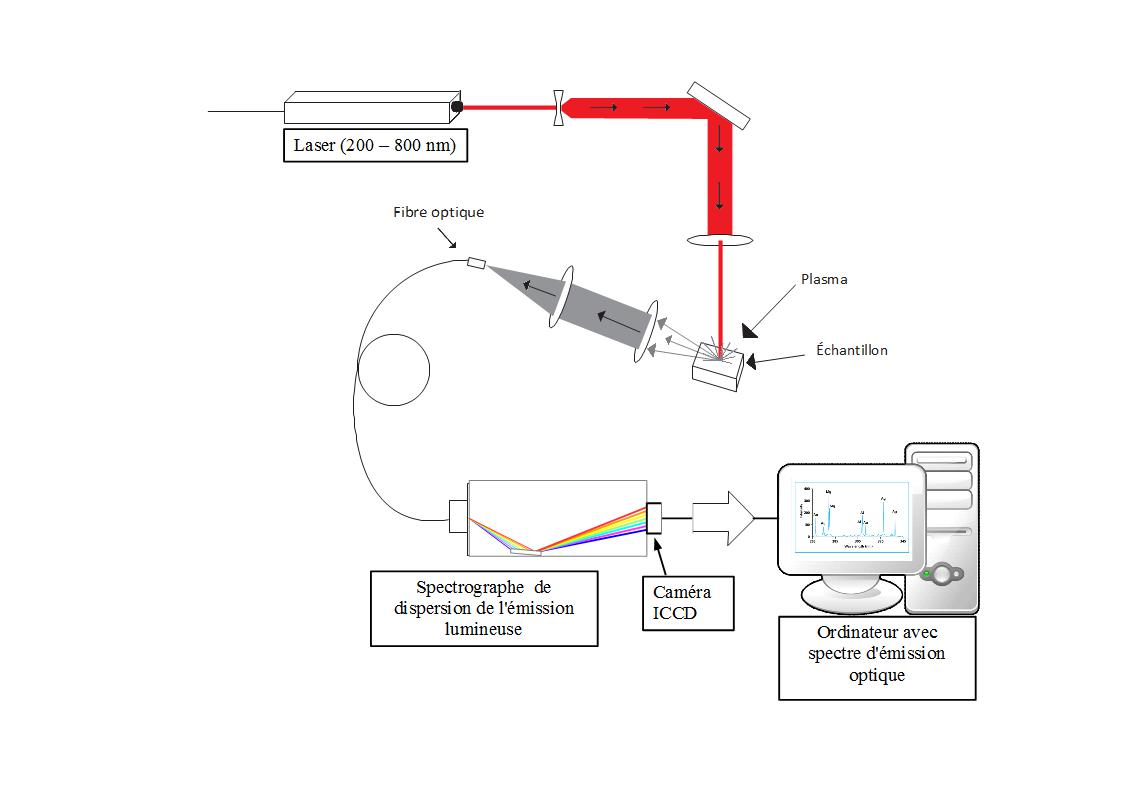
Figure 2 : Schéma du montage de la spectroscopie sur plasma induit par laser (tiré de Jean-Baptiste Sirven, Bruno Bousquet, Lionel Canioni, Laurent Sarger (2005) La Spectroscopie sur plasma induit par laser : une technique en devenir pour l’analyse sur site des sols pollués, Spectra Analyse no 246 pages 29 – 32)

Le montage standard, typiquement utilisé, est illustré à la figure 2.

### Le Laser

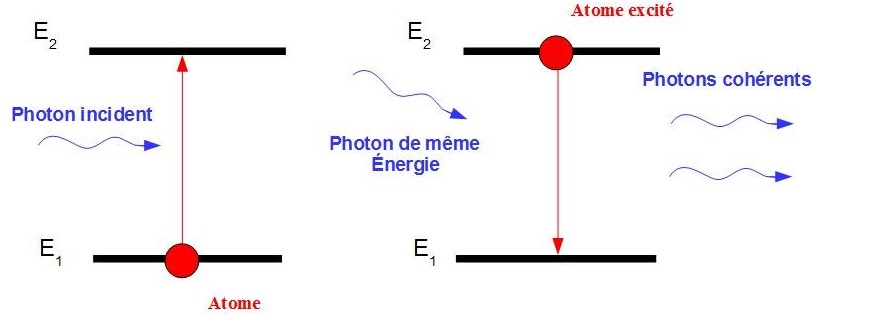
Figure 3 : Schéma de l'émission laser (Tiré de : Vincent Detalle, Quentin Glorieux, Romain Bruder, Daniel L’Hermite, Alexandre Semerok (2007) La spectroscopie d’émission optique sur plasma induit par laser (LIBS). L’actualité chimique, no 312-313, pages 98 – 104)

Le principe de l’émission laser (« Light Amplification by Stimulated Emission of Radiation » ; amplification de la lumière par émission stimulée de radiations) repose sur l’émission stimulée de photons à partir d’un milieu excitable. Le phénomène est le suivant et est illustré dans la figure 3 : une particule (atome, ion ou molécule) se trouvant dans un état excité émet un photon grâce à la stimulation que provoque l’arrivée d’un second photon de même énergie que celui qu’elle pourrait potentiellement émettre en se désexcitant par elle-même. La particularité de ce type d’émission est que le photon émis prend strictement les mêmes caractéristiques (longueur d’onde, direction de la trajectoire et phase) que le photon incident : deux photons dits cohérents sont obtenus à partir d’un photon incident. Il y a donc amplification du rayonnement incident.
Un laser est constitué d’un milieu excitable, placé dans une cavité composée de deux miroirs, dont l’un est totalement réfléchissant et le second, partiellement transparent (miroir de sortie). L’excitation par « pompage » permet de réaliser une inversion de population, c’est-à-dire d’obtenir un nombre de particules à l’état excité plus grand que le nombre de particules à l’état stable. Ainsi, l’émission laser est autoentretenue : les photons émis vont permettre de réexciter les particules à l’état stable, car ils possèdent l’énergie correspondant exactement à la transition entre état stable et état excité. Les photons sont réfléchis sur les miroirs de la cavité, et effectuent des allers-retours jusqu’à ce qu’ils soient « libérés » au niveau du miroir semi-réfléchissant lors d’une impulsion laser. Un laser donne un faisceau monochromatique (une seule longueur d’onde émise) et directionnelle (avec une faible divergence de la lumière dans l’espace), permettant de conduire la lumière sur une grande distance (applications dans le domaine des transmissions, de la spectroscopie) et de concentrer l’énergie lumineuse délivrée sur une surface réduite (dans le cas du LIBS : ablation).
Un obturateur mécanique est souvent utilisé pour contrôler le tir laser sur l’échantillon.

### Le montage optique
Il est constitué de plusieurs miroirs de renvoi qui permettent d'élever le faisceau avant de le faire redescendre sur l'échantillon. Les impulsions laser sont focalisées sur la surface de celui-ci à l’aide d’une lentille convergente.

### Collecte de l'émission lumineuse
L’émission du plasma créée est collectée par une fibre optique et est couplée à un spectrographe qui va disperser la lumière de l’émission des éléments.
Celui-ci est équipé d’une caméra ICCD (Intensified charge-coupled device) c’est-à-dire une caméra capable d’enregistrer les images, donc la lumière d’une façon électrique. Celle-ci va enregistrer le spectre d’une manière synchronisée par rapport à l’impact de l’impulsion laser sur l’échantillon. Le délai de détection de l’émission par l’ICCD est typiquement de 500 ns après l’initiation du plasma.
Une variante du montage permettrait d’enregistrer l’image du plasma directement par la caméra en positionnant la matrice photosensible dans le plan image du système de collecte. Dans ce cas-là, un filtre passe-bande est utilisé pour sélectionner une raie d’émission de l’espèce étudiée.

### Traitement des données
Un traitement des données est effectué à partir de l’enregistrement des spectres par la caméra ICCD, les spectres sont ensuite traités, puis l’ordinateur affiche l’intensité en fonction de la longueur d’onde.

### Traitement des spectres
L’obtention du spectre d’émission LIBS d’un échantillon est très simple car il suffit de disposer d’un laser, d’une lentille convergente et d’un spectromètre. Cependant, l’interprétation des spectres est beaucoup plus difficile car l’échantillon n’est soumis à aucune préparation. Ainsi, souvent, l’analyse porte sur de grandes variétés de composés présents dans le matériau. Ces matrices, qui sont pour la plupart très complexes apparaissent donc dans le spectre (intensité en fonction de la longueur d’onde). Celui-ci contient donc une très grande quantité d’informations et en extraire celles qui nous sont utiles est très difficile. Deux types de traitements de spectres existent : ceux chargé d’identifier et ceux permettant de calculer la concentration d’un ou de plusieurs échantillons.

#### Les approches qualitatives
De nombreuses techniques de traitement des spectres peuvent être employées : la corrélation, l’analyse discriminante, la méthode des proches voisins… Mais l’une des plus utilisées et des plus efficaces est l’analyse des composantes principales (ACP). Elle permet de visualiser les similarités entre les spectres.

#### La mesure des concentrations
Cette étape consiste à calculer la concentration de l’élément d’intérêt à partir des spectres. Ceci se fait par l’intermédiaire d’une droite d’étalonnage, obtenue à partir d’une gamme d'étalons pour lesquels la concentration de l’élément est connue.
En spectroscopie, la méthode la plus simple et la plus répandue consiste à calculer l’aire d’une raie, normalisée par rapport à une raie de la matrice afin de s’affranchir des fluctuations de signal, et de la tracer en fonction de la concentration pour obtenir la courbe d’étalonnage.

## Applications
Cette technique se distingue par sa capacité à analyser tous les types de matériaux, qu’ils soient isolants ou conducteurs, mais également sous toutes formes physiques : solides, liquides ou gaz. Mais surtout, cette méthode multi-élémentaire semble pouvoir répondre aux besoins analytiques exprimés dans divers domaines d’application puisqu’elle peut être utilisée in situ, à distance, sans préparation de l’échantillon, et permet de connaître la composition élémentaire du matériau sondé.

### Exemples d'application de la LIBS
La LIBS est principalement utilisée sur les matières inorganiques ainsi que sur les métaux. Les domaines d’utilisation sont aussi variés que l’environnement, l’agroalimentaire, la protection du patrimoine, l’analyse biomédicale, la défense et la sécurité nationale, ou encore l’exploration spatiale.

#### Application à la protection du patrimoine
Dans le cadre du patrimoine culturel, il peut être intéressant de connaître la composition des échantillons étudiés pour des applications à des objets métalliques, des vitraux, des minéraux ou des céramiques. La première utilisation de la spectroscopie LIBS pour l’analyse des objets du patrimoine apparaît véritablement en 1997. Depuis, cette technique a trouvé un nombre croissant d’applications, sur des matériaux divers. Les objectifs de l’analyse par LIBS peuvent être divers : analyse de pigments à la surface d’une œuvre, suivi de nettoyage d’œuvres par laser (des vernis oxydés ou des couches polluantes sont érodés par le laser et éliminés, mais la surface de l’œuvre doit être préservée) ou analyse stratigraphique d’échantillons multicouches. Cet effet sur le matériau reste acceptable, pourvu que la focalisation du faisceau sur l’échantillon n’entraîne pas un cratère visible à l’œil nu (un cratère de 50 μm de diamètre est considéré comme une trace tolérable). Dans le cas de la détermination des pigments pour les peintures murales et les polychromies, la position des raies d’émission et leur intensité relative est suffisante pour identifier le pigment, l’information recherchée restant qualitative.

#### Application aux analyses environnementales
En ce qui concerne les applications environnementales de la LIBS, citons en premier lieu les travaux de l’armée américaine sur ce sujet, qui a réalisé un appareil portable pour mesurer la concentration de plomb dans les sols avec une limite de détection inférieure à 20 ppm, ainsi qu’un système LIBS permettant de détecter in situ le plomb et le chrome au-delà de 100 ppm, et ce, jusqu’à plusieurs dizaines de mètres de profondeur.
Des chercheurs allemands du Fraunhofer Institut d’Aix-la-Chapelle ont expérimenté une combinaison entre la LIBS et la fluorescence induite par laser pour l’analyse des sols, et obtenu des limites de détection inférieures au ppm pour certains métaux. Les effets de matrice dans les sols ont également été étudiés,, ainsi que l’influence de la spéciation du plomb et du baryum.
Une équipe espagnole s’intéresse à la mesure de la distance de plusieurs éléments dans des échantillons de sols, de roches et de fragments de murs provenant de sites industriels.
Enfin, citons les travaux du CEA (Commissariat à l’Energie Atomique et aux Energies Alternatives) associé au CNES (Centre National d’Etudes Spatiales) et au Los Alamos National Laboratory (Etats-Unis) sur le développement d’un appareil compact qui serait embarqué dans le véhicule que la NASA prévoit d’envoyer sur Mars, et qui a pour but d’identifier à distance les roches martiennes.
Ainsi, ces dernières années ont vu grandir l’intérêt de la LIBS dans le cadre de problématiques environnementales en raison des atouts importants de cette technique, qui rendent possible son application sur site, voire in situ.

#### Application à la matière organique
Restée longtemps appliquée à l’analyse de matière inorganique, comme vu précédemment, la LIBS connaît récemment un fort développement pour son application à la matière organique ou biologique. La détection et l’identification d’explosifs, l’analyse des métaux toxiques dans les produits agroalimentaires, ou la discrimination et l’identification de déchets plastiques peuvent être cités. Son application à la matière organique amène de nouvelles difficultés. L’ablation d’une matrice organique met en jeu des processus bien plus complexes que dans le cas d’un métal, ce qui conduit à des effets de matrice plus importants, c’est-à-dire à une dépendance accrue de l’émission du plasma aux propriétés physico-chimiques de l’échantillon analysé.
La LIBS se révèle donc peu adaptée à l’analyse des molécules organiques, même si la littérature fait état de plus en plus de travaux dans ce domaine.

## Avantages et inconvénients

### Avantages
- Polyvalence : en adaptant les conditions expérimentales, l’analyse peut se faire sur des solides, des liquides ou des gaz[18].
- Analyse directe : pas besoin de préparation sophistiquée, longue ou coûteuse des échantillons.
- Analyse quasi non destructive seuls quelques nanogrammes ou microgrammes de matière sont ablatés[2].
- Compacité des instruments ; elle est permise par les progrès de la miniaturisation des sources laser mais aussi des spectromètres, typiquement inférieure à 20 cm. Il est maintenant possible de produire des LIBS portables et avec une autonomie de plusieurs heures pour des applications d’analyse sur le terrain[18].
- Rapidité de l'analyse : la durée de mesure est généralement de quelques secondes à quelques minutes selon les conditions expérimentales[18].
- Multi-élémentaire ; La quasi-totalité des éléments du tableau périodique peuvent être analysés et détectés simultanément[18].
- Possibilité théorique de quantifier des ratios isotopiques, utilisés par exemple dans la géolocalisation chimique, par un couplage par spectrométrie de masse haute résolution.
- L’instrumentation va du système entièrement portable jusqu’au dispositif transportable dans un véhicule, également entièrement robotisé, selon l’application et les besoins[2]. Par exemple, possibilités intéressantes (pour les accès difficiles) d'équiper des robots ou d'effectuer des mesures à distance (jusqu’à plusieurs dizaines de mètres) en jouant sur l’optique de focalisation du laser[18].
- Coût, à priori moindre, voire bien moindre, que pour les instrumentations concurrentes de mesure standard (ICP-MS)[18].
- Permet de réaliser une analyse élémentaire au niveau microscopique, avec une résolution latérale pouvant descendre jusqu’à 2 μm voire moins.

### Inconvénients
- Mesures directes plus délicates pour la pollution de l'air ou de l'eau.
- Coût restant élevé pour des usages très banalisés.
- Reproductibilité : La génération du plasma est un processus qui dépend fortement des conditions d’irradiation mais également de l’état de surface du matériau. Les effets de matrice induisent des fluctuations sur l’intensité des raies qui rendent l’interprétation des spectres délicate. La LIBS souffre donc encore par rapport aux techniques analytiques classiques telles que l’ICP-AES ou l’ICP-MS[1].
- Limite de détection : Par rapport aux techniques analytiques existantes comme l’ICP-AES ou ICP-MS, la LIBS atteint des limites de détection encore bien supérieures, de l’ordre du ppm jusqu’à la centaine de ppm selon l’élément considéré[1].

## Perspectives
Les progrès de la micro-électronique et de l'informatique embarquée laissent imaginer par exemple des robots analyseurs de sols, ou de déchets, capables de s'auto-étalonner en collectant des échantillons d'étalonnage. De tels « robots » pourraient détecter, voire corriger leurs erreurs, détecter des échantillons sur- ou sous-contaminés (spectres aberrants) ou correspondant par exemple à des échantillons non représentatifs. Ils pourraient aussi cartographier en trois dimensions des sols ou sédiments pollués, ou suivre les évolutions temporelles de pollution (mesures de lixiviation réelle, de percolation, bioconcentration, bioturbation, phytoremédiation, fongoremédiation). Ils pourraient observer les effets de changements de température, de pH, d'hydromorphie, etc.
Le premier projet de ce type a été porté depuis le début de la décennie 2000 par une coopération franco-américaine dirigée en France par l'IRAP, ou institut de recherche en astrophysique et planétologie (à l'époque, dénommé le CESR, pour centre d’étude spatiale des rayonnements), et aux États-Unis, par le Los Alamos National Laboratory, ou LANL. C'est l'analyseur ChemCam embarqué par le rover Curiosity de la mission MSL de la NASA à destination de Mars en 2011 pour y identifier à distance les roches. Il a une portée d'environ 7 mètres. Dans les années 2000, deux autres instruments de même type iront sur Mars, SuperCam sur Perseverance de la mission NASA Mars2020, conçu, réalisé et opéré par la même coopération IRAP-LANL renformée d'autres partenaires (notamment pour les aspects Raman de l'instrument) ; et un autre instrument sur l'astromibile de l'ESA, Rosalind Franklin de la mission ExoMars 2020.